# Alin Roman
Alin Roman (* 27. Januar 1994 in Timișoara) ist ein rumänischer Fußballspieler.

## Karriere
Roman kam 2011 zum Zweitligisten FCMU Baia Mare. Im September 2011 debütierte er in der Liga II, als er am dritten Spieltag der Saison 2011/12 gegen Arieșul Turda in der Halbzeitpause für Florin Achim eingewechselt wurde.
2012 wechselte er zum Erstligisten Dinamo Bukarest. Nachdem er zunächst für die zweite Mannschaft in der Liga II zum Einsatz gekommen war, debütierte er im Mai 2013 in der Liga 1, als er am 32. Spieltag der Saison 2012/13 gegen den FC Vaslui in der 73. Minute Sorin Strătilă ersetzte.
Zur Saison 2013/14 wechselte Roman zum Zweitligisten ASA Târgu Mureș. Nach sieben Einsätzen für Târgu Mures in der Liga II schloss er sich in der Winterpause jener Saison dem Erstligisten ACS Poli Timișoara an. Für den Verein kam er in drei Erstligapartien zum Einsatz.
Nach einem halben Jahr in Rumäniens höchster Spielklasse wechselte er im Sommer 2014 zum Zweitligisten Metalul Reșița. Auch dort blieb Roman wieder nur ein halbes Jahr; in der Winterpause der Saison 2014/15 ging er zum FC Caransebeș.
Nach einem Jahr bei Caransebeș wechselte er im Januar 2016 zu UTA Arad. Nach neun Spielen für Arad in der Liga II wechselte er zur Saison 2016/17 zum Drittligisten CS Național Sebiș.
Im Januar 2017 wechselte Roman nach Österreich zum sechstklassigen SV Bad Goisern. Zur Saison 2017/18 schloss er sich dem Regionalligisten Union Vöcklamarkt an. Nach einem halben Jahr bei Vöcklamarkt wechselte er im Januar 2018 zum Ligakonkurrenten ATSV Stadl-Paura. Zur Saison 2019/20 wechselte er zum Zweitligisten SK Vorwärts Steyr.
Zur Saison 2020/21 wechselte er zum Ligakonkurrenten SKU Amstetten. Für den SKU kam er insgesamt zu 51 Zweitligaeinsätzen, in denen er zwölf Tore erzielte. Im August 2022 kehrte er in seine Heimat zurück und schloss sich dem Zweitligisten FC Politehnica Iași an.